# Amytornis merrotsyi
Amytornis merrotsyi е вид птица от семейство Maluridae. Видът е почти застрашен от изчезване.

## Разпространение
Видът е разпространен в Австралия.